# AmphiCoach GTS-1

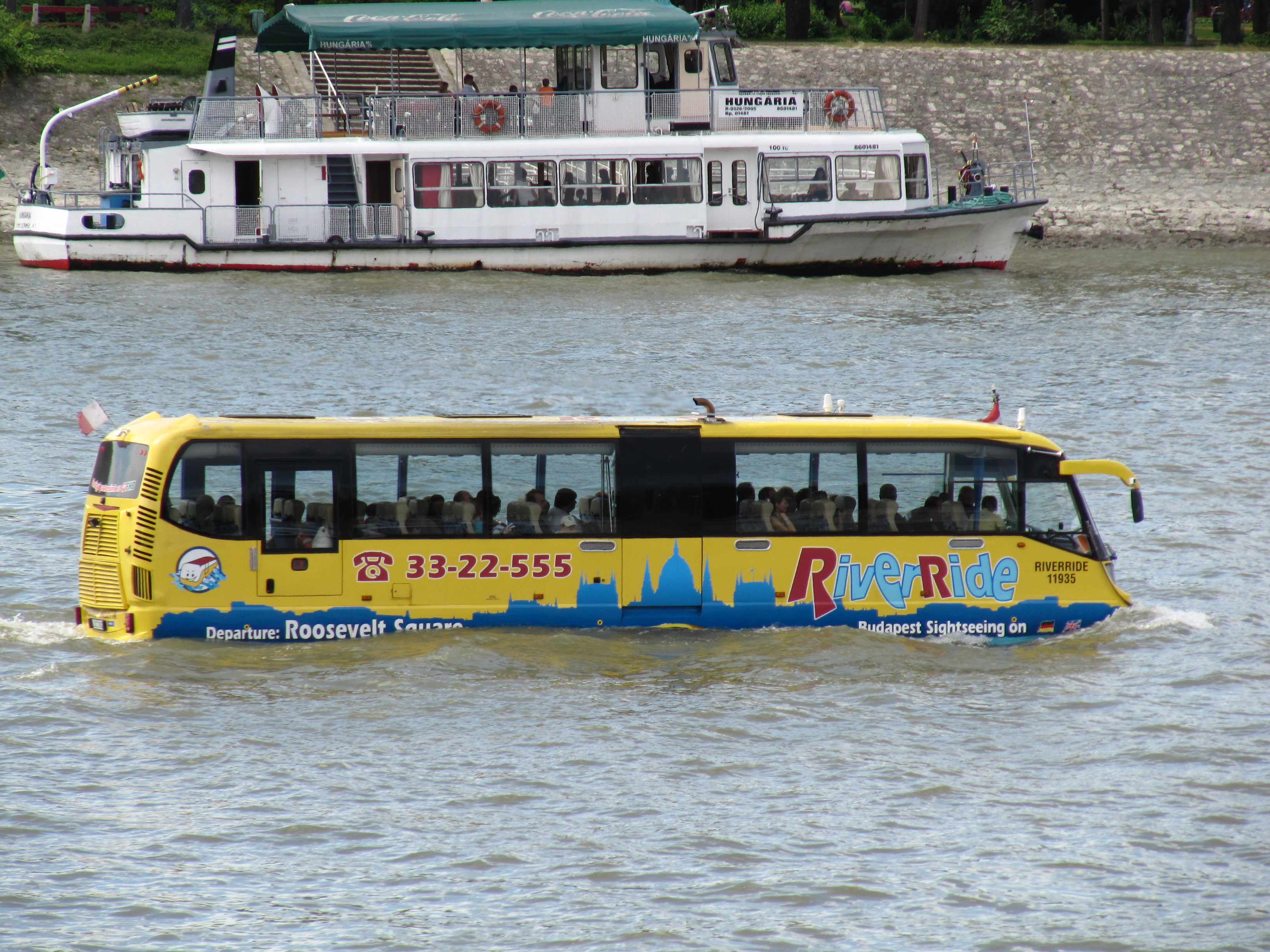
AmphiCoach GTS-1 v Budapešti

AmphiCoach GTS-1 je obojživelný autobus, navržený na platformě Irisbusu Skotem Georgem Smithem a vyrobený na ostrově Malta. Délka autobusu je 12 metrů, šířka 2,5 metrů. Prototyp vozidla, ručně vyráběný mezi lety 2004 a 2007, byl testovaný v Marsaxlokk Bay na Maltě. Cena AmphiCoache GTS-1 se pohybuje okolo 280 000 liber. Funkční vozidla jsou již použita v maďarské metropoli Budapešti, v nizozemském Rotterdamu a severoirském Belfastu.